# Paulo Thiago
Paulo Thiago Alencar Artunes, född 25 januari 1981, är en brasiliansk MMA-utövare som bland annat har tävlat i organisationen Ultimate Fighting Championship.